# 2015-ös WTCC katari nagydíj
A 2015-ös WTCC katari nagydíjat november 25. és 27. között rendezték. A pole-pozícióból José María López indulhatott. Az első versenyt José María López, míg a másodikat Yvan Muller nyerte meg.

## Időmérő
| Poz. | #  | Versenyző           | Csapat                | Gyártó    | 1. rész  | 2. rész  | 3. rész    | Pont |
| ---- | -- | ------------------- | --------------------- | --------- | -------- | -------- | ---------- | ---- |
| 1.   | 37 | José María López    | Citroën Total WTCC    | Citroën   | 2:01,421 | 2:01,415 | 2:00,947   | 5    |
| 2.   | 25 | Mehdi Bennani       | Sébastien Loeb Racing | Citroën   | 2:01,742 | 2:01,799 | 2:01,311   | 4    |
| 3.   | 9  | Sébastien Loeb      | Citroën Total WTCC    | Citroën   | 2:02,915 | 2:01,795 | 2:01,525   | 3    |
| 4.   | 7  | Hugo Valente        | Campos Racing         | Chevrolet | 2:02,086 | 2:01,654 | 2:01,542   | 2    |
| 5.   | 10 | Nick Catsburg       | Lada Sport Rosneft    | Lada      | 2:02,239 | 2:01,769 | Idő nélkül | 1    |
| 6.   | 5  | Michelisz Norbert   | Zengő Motorsport      | Honda     | 2:02,404 | 2:02,073 |            |      |
| 7.   | 33 | Ma Csing-hua        | Citroën Total WTCC    | Citroën   | 2:01,941 | 2:02,194 |            |      |
| 8.   | 68 | Yvan Muller         | Citroën Total WTCC    | Citroën   | 2:02,470 | 2:02,573 |            |      |
| 9.   | 4  | Tom Coronel         | ROAL Motorsport       | Chevrolet | 2:02,694 | 2:02,801 |            |      |
| 10.  | 27 | John Filippi        | Campos Racing         | Chevrolet | 2:02,811 | 2:02,803 |            |      |
| 11.  | 18 | Tiago Monteiro      | Honda Racing Team JAS | Honda     | 2:02,513 | 2:02,812 |            |      |
| 12.  | 47 | Nicolas Lapierre    | Lada Sport Rosneft    | Lada      | 2:02,531 | 2:02,877 |            |      |
| 13.  | 26 | Stefano D’Aste      | Münnich Motorsport    | Chevrolet | 2:03,093 |          |            |      |
| 14.  | 2  | Gabriele Tarquini   | Honda Racing Team JAS | Honda     | 2:03,247 |          |            |      |
| 15.  | 11 | Grégoire Demoustier | Craft Bamboo Racing   | Chevrolet | 2:03,335 |          |            |      |
| 16.  | 3  | Tom Chilton         | ROAL Motorsport       | Chevrolet | 2:03,362 |          |            |      |
| 17.  | 12 | Rob Huff            | Lada Sport Rosneft    | Lada      | 2:03,487 |          |            |      |
| 18.  | 95 | Nászer el-Attija    | Campos Racing         | Chevrolet | 2:03,883 |          |            |      |

## Első futam
| Poz. | #  | Versenyző           | Csapat                | Gyártó    | Idő/Különbség | Pont |
| ---- | -- | ------------------- | --------------------- | --------- | ------------- | ---- |
| 1.   | 37 | José María López    | Citroën Total WTCC    | Citroën   | 24:33,158     | 25   |
| 2.   | 25 | Mehdi Bennani       | Sébastien Loeb Racing | Citroën   | + 7,631       | 18   |
| 3.   | 7  | Hugo Valente        | Campos Racing         | Chevrolet | + 11,774      | 15   |
| 4.   | 9  | Sébastien Loeb      | Citroën Total WTCC    | Citroën   | + 12,717      | 12   |
| 5.   | 33 | Ma Csing-hua        | Citroën Total WTCC    | Citroën   | + 18,815      | 10   |
| 6.   | 68 | Yvan Muller         | Citroën Total WTCC    | Citroën   | + 19,343      | 8    |
| 7.   | 5  | Michelisz Norbert   | Zengő Motorsport      | Honda     | + 20,064      | 6    |
| 8.   | 18 | Tiago Monteiro      | Honda Racing Team JAS | Honda     | + 22,700      | 4    |
| 9.   | 10 | Nicky Catsburg      | Lada Sport Rosneft    | Lada      | + 24,397      | 2    |
| 10.  | 47 | Nicolas Lapierre    | Lada Sport Rosneft    | Lada      | + 31,613      | 1    |
|      |    |                     |                       |           |               |      |
| 11.  | 4  | Tom Coronel         | ROAL Motorsport       | Chevrolet | + 34,224      |      |
| 12.  | 12 | Rob Huff            | Lada Sport Rosneft    | Honda     | + 34,530      |      |
| 13.  | 3  | Tom Chilton         | ROAL Motorsport       | Chevrolet | + 35,129      |      |
| 14.  | 27 | John Filippi        | Campos Racing         | Chevrolet | + 36,178      |      |
| 15.  | 2  | Gabriele Tarquini   | Honda Racing Team JAS | Honda     | + 37,292      |      |
| 16.  | 95 | Nászer el-Attija    | Campos Racing         | Chevrolet | + 39,646      |      |
| 17.  | 26 | Stefano D’Aste      | Münnich Motorsport    | Chevrolet | + 55,426      |      |
| 18.  | 11 | Grégoire Demoustier | Craft Bamboo Racing   | Chevrolet | + 1 kör       |      |

## Második futam
| Poz. | #  | Versenyző           | Csapat                | Gyártó    | Idő/Különbség | Pont |
| ---- | -- | ------------------- | --------------------- | --------- | ------------- | ---- |
| 1.   | 68 | Yvan Muller         | Citroën Total WTCC    | Citroën   | 32:47,712     | 25   |
| 2.   | 33 | Ma Csing-hua        | Citroën Total WTCC    | Citroën   | + 5,264       | 18   |
| 3.   | 5  | Michelisz Norbert   | Zengő Motorsport      | Honda     | + 6,340       | 15   |
| 4.   | 9  | Sébastien Loeb      | Citroën Total WTCC    | Citroën   | + 7,243       | 12   |
| 5.   | 25 | Mehdi Bennani       | Sébastien Loeb Racing | Citroën   | + 7,788       | 10   |
| 6.   | 7  | Hugo Valente        | Campos Racing         | Citroën   | + 10,145      | 8    |
| 7.   | 2  | Gabriele Tarquini   | Honda Racing Team JAS | Honda     | + 10,650      | 6    |
| 8.   | 37 | José María López    | Citroën Total WTCC    | Citroën   | + 11,682      | 4    |
| 9.   | 18 | Tiago Monteiro      | Honda Racing Team JAS | Honda     | + 15,098      | 2    |
| 10.  | 47 | Nicolas Lapierre    | Lada Sport Rosneft    | Lada      | + 16,975      | 1    |
|      |    |                     |                       |           |               |      |
| 11.  | 11 | Grégoire Demoustier | Carft Bamboo Racing   | Chevrolet | + 19,243      |      |
| 12.  | 4  | Tom Coronel         | ROAL Motorsport       | Chevrolet | + 20,580      |      |
| 13.  | 3  | Tom Chilton         | ROAL Motorsport       | Chevrolet | + 21,655      |      |
| 14.  | 96 | Nászer el-Attija    | Campos Racing         | Chevrolet | + 26,965      |      |
| 15.  | 27 | John Filippi        | Campos Racing         | Chevrolet | + 57,065      |      |
| 16.  | 12 | Rob Huff            | Lada Sport Rosneft    | Lada      | + 5 kör       |      |
| ki   | 10 | Nicky Catsburg      | Lada Sport Rosneft    | Lada      | Kiesett       |      |
| ki   | 26 | Stefano D’Aste      | Münnich Motorsport    | Chevrolet | Kiesett       |      |

## Külső hivatkozások
- Hivatalos nevezési lista
- Az időmérő eredménye
- Az első futam eredménye
- A második futam eredménye